# IC 1077
IC 1077 — галактика типу SBbc (компактна витягнута галактика) у сузір'ї Терези.
Цей об'єкт міститься в оригінальній редакції індексного каталогу.